# Emesis cypria
Emesis cypria is een vlindersoort uit de familie van de prachtvlinders (Riodinidae), onderfamilie Riodininae.
Emesis cypria werd in 1861 beschreven door C. & R. Felder.